# Халіда Тумі
Халіда Тумі (араб. خليدة تومي, була відома як Халіда Мессаоуді (Khalida Messaoudi), перш ніж повернула собі дошлюбне прізвище) — алжирська політична діячка, феміністична активістка, була міністром культури і комунікацій Алжиру до квітня 2014 г. Народилася 13 березня 1958 року), ім'я при народженні — англ. Khalida Messaoudi, араб. خليدة مسعودي.

## Життєпис
Народилася в 1958 році в Айн-Бессем, на півночі Алжиру. Вступила до Алжирського університету в 1977 році для отримання ступеню в галузі математики. Після закінчення університету École Normale Supérieure[недоступне посилання з липня 2019] викладала математику до 1993 року.

## Діяльність
Як феміністська активістка в 1981 році заснувала жіночий рух Collectif féminin[недоступне посилання з червня 2019] (Women's Grouping), виступала за права алжирських жінок виїжджати з країни без супроводу чоловіка-члена сім'ї, проти схвалення дискримінаційного Сімейного кодексу, який був ухвалений на Народній Національній Асамблеї в 1984 р. Після прийняття цього кодексу очолила Асоціацію з питань рівності між чоловіками і жінками, засновану групою троцькістських активістів (Trotskyite militants).
У 1985 році стала співзасновницею і членом виконавчого комітету Алжирської Ліги з прав людини. Пізніше дистанціювалася від троцькістських активістів і заснувала в 1990 році Незалежну асоціацію боротьби за права жінок (Association for the Triumph of Women's Rights).
Тумі стійко протистояла ідеології ісламізму і підтримувала скасування виборів до законодавчих органів у січні 1992 року, на яких Ісламський Фронт спасіння (Islamic Salvation Front (FIS)) був готовий виграти. Вона вважала, що ІФС є відображенням «абсолютно всіх класичних рис тоталітарних популістських рухів». Тумі подорожувала західними країнами, щоб поширювати антиісламістські і антитерористичні погляди.
Член Об'єднання за культуру і демократію (ОКД) (Rally for Culture and Democracy, Rassemblement pour la Culture et la Démocratie), вона зайняла місце в Об'єднанні і працювала віцепрезидентом ОКД з питань прав людини і прав жінок. Через глибокі розбіжності з президентом ОКД Саїдом Сааді, Тумі розірвала стосунки з ОКД в січні 2001 року, на піку кризи в її рідному Кабайлі (Kabylie). Згодом була виведена зі складу ОКД.
У травні 2002 року Тумі стала Міністром культури і комунікації, а також представницею пресслужби уряду, першою жінкою, яка обіймала цю посаду. Перебувала на міністерській посаді до 2014 року.

## Досвід роботи
- 1984—1991 Вчителька математики.
- 1992—1993 Член (CCN): Conseil consultatif national.
- 1997—2002 Депутатка (APN): l'Assemblée populaire nationale.
- 2000—2001 Віцепрезидент (CNRSE) Commission nationale de réforme du système éducatif.

## Політична діяльність

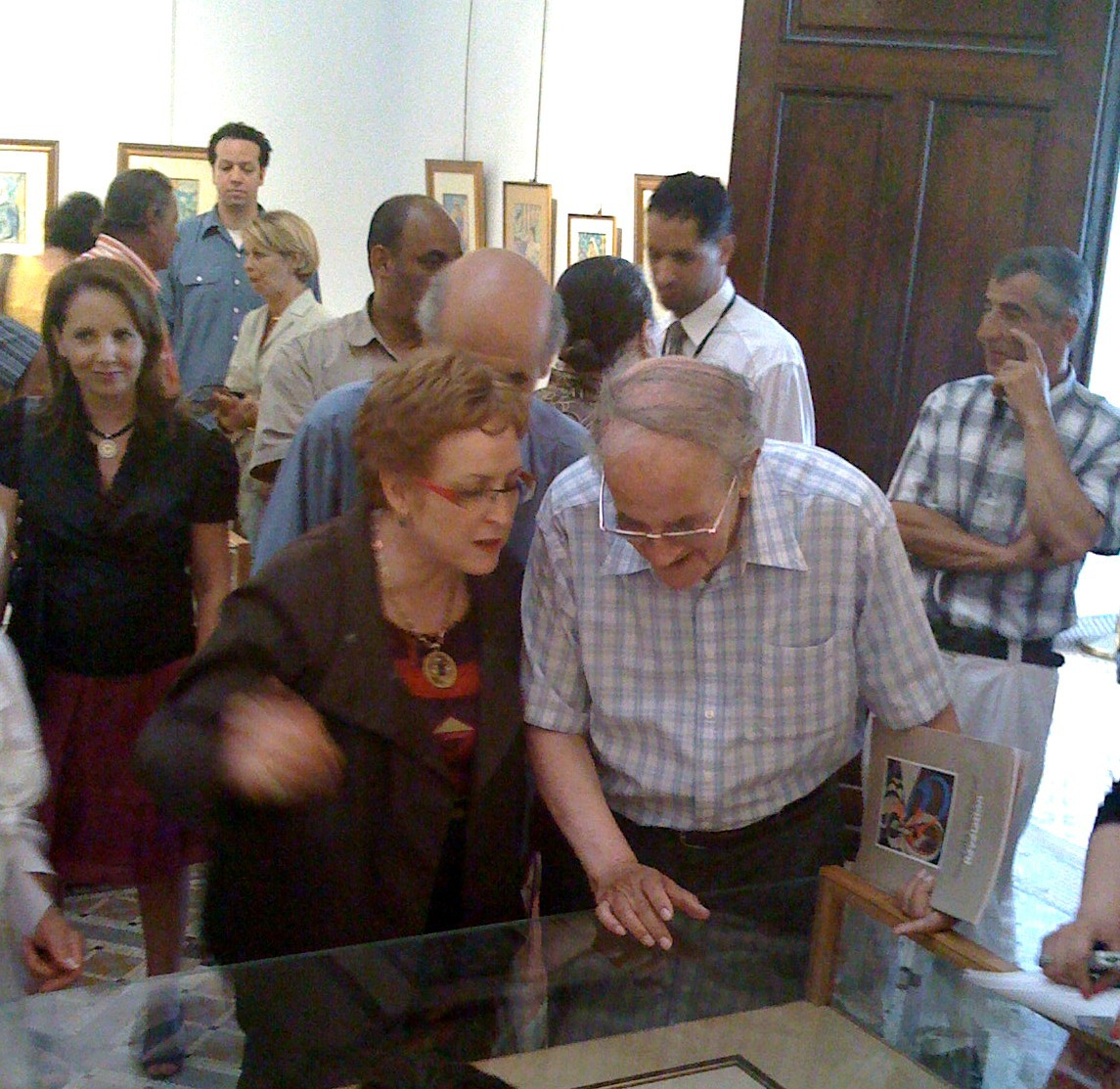
Khalida Toumi

- Травень 1985 — співзасновниця і президент Першої Асоціації незалежних жінок (the first Association of Independent Women).
- Березень 1985 — співзасновниця і Віцепрезидент Першої Алжирської Ліги за права людини (Algerian League of Human Rights)
- Січень 1992 — Член CNSA і CCN.
- Квітень 1996—2001 — Член секуляристської партії: Об'єднання за культуру і демократію (the RCD), виведена зі складу партії у липні 2001.
- 1997—2002 — Депутатка (APN)
- Жовтень 1993 — Віцепрезидент руху (Mouvement pour la République (MPR))
- 9 травня 2003 — Міністр культури і комунікацій Алжиру